# Вашингтон (Јута)
Вашингтон (енгл. Washington) град је у америчкој савезној држави Јута.

## Демографија
По попису из 2010. године број становника је 18.761, што је 10.575 (129,2%) становника више него 2000. године.
| Група             | 2000.         | 2010.          |
| Белци             | 7.549 (92,2%) | 16.412 (87,5%) |
| Афроамериканци    | 30 (0,4%)     | 61 (0,3%)      |
| Азијати           | 24 (0,3%)     | 168 (0,9%)     |
| Хиспаноамериканци | 384 (4,7%)    | 1.574 (8,4%)   |
| Укупно            | 8.186         | 18.761         |